# Кримський інжир

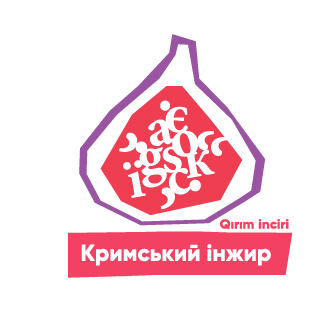
Логотип проєкту "Кримський інжир / Qırım inciri"

Кримський Інжир / Qırım inciri — літературний українсько-кримськотатарський проєкт, який поєднує 1) конкурс для поетів, прозаїків і перекладачів, 2) публікацію антології, куди входять твори фіналістів конкурсу, 3) однойменний фестиваль із культурними та суспільно-політичними заходами.
Проєкт покликаний сприяти поширенню та розвитку кримськотатарської мови та літератури, актуалізувати тему Криму та кримських татар в українській літературі, сприяти появі взаємних перекладів для глибшого взаємного пізнання двох культур.

## Історія
Засновник проєкту – Алім Алієв за підтримки Кримського Дому. Співавторка ідеї, положення про конкурс та його кураторка – Анастасія Левкова.
Конкурс було засновано у липні 2018 року, а перший фестиваль відбувся наприкінці того ж року. У травні 2019 року було презентовано українсько-кримськотатарську антологію «Кримський інжир», у яку увійшли твори фіналістів першого конкурсу. Наступні конкурси відбулись у 2019, 2020, 2021-2022, 2023-2024 роках.

## Номінації
Перший конкурс включав номінації:
1. Проза про Крим українською мовою;
2. Проза кримськотатарською мовою;
3. Поезія про Крим українською мовою;
4. Поезія кримськотатарською мовою;
5. Переклад художнього тексту з української на кримськотатарську і навпаки;
6. Жіночий погляд (українською про Крим або кримськотатарською мовою);

У наступних конкурсах номінацію «Жіночий погляд» було замінено на «Дитяча література (українською про Крим або кримськотатарською мовою)», для перекладів було створено дві номінації. У п’ятому конкурсі (2023-2024 р.) було додано номінацію «Есеїстика про Крим (українською або кримськотатарською мовою)».
Щороку вручаються також відзнаки:
1. «Слова свободи» – усім авторам творів, які подали їх із-за ґрат, — кримським бранцям Кремля. Починаючи з другого конкурсу (2019 р.), таку відзнаку отримали Осман Аріфмеметов, Асан Ахтем, Наріман Джелял, Сервер Мустафаєв, Вадим Сірук, Муміне Салієва.
2. «За внесок у розвиток кримськотатарської літератури» — Таїр Халілов (2018), Шукрі Аппаз (2019), Уріє Едемова (2020), Шер’ян Алі (2023), Певат Зеті (2024).

З 2019 року запроваджено традицію “Інжирної промови” на початку фестивалю “Кримський інжир / Qırım inciri”. 2019 року Інжирну промову виголосив Наріман Джелял, 2020 року — Ада Роговцева, 2022 року — Тімоті Снайдер, 2024 року — Євген Глібовицький. Всі ці промови опубліковані в антологіях.

## Антології, що вийшли за результатами конкурсу
1. «Кримський інжир / Qırım inciri» (фіолетова) – 2019 рік, Видавництво Старого Лева.
2. «Кримський інжир. Демірджі / Qırım inciri. Demirci» (жовта) – 2020 рік, Видавництво Старого Лева.
3. «Кримський інжир. Чаїр / Qırım inciri. Çayır» (бірюзова) – 2021 рік, Видавництво Старого Лева.
4. «Кримський інжир. Куреш / Qırım inciri. Kureş» (рожева) – 2023 рік, Видавництво Старого Лева.

## Кількість робіт, поданих на конкурс
|                                                | Перший конкурс | Другий конкурс | Третій конкурс | Четвертий конкурс | П'ятий конкурс | Всього |
| ---------------------------------------------- | -------------- | -------------- | -------------- | ----------------- | -------------- | ------ |
| Кількість авторів, що подали роботи на конкурс | 135            | 125            | 125            | 137               | 132            | 654    |
| Кількість поданих робіт                        | 244            | 304            | 284            | 292               | 268            | 1392   |
| з них:                                         |                |                |                |                   |                |        |
| українською мовою                              |                | 165            | 223            |                   |                |        |
| кримськотатарською мовою                       |                | 83             | 25             |                   |                |        |
| переклади з кримськотатарської                 |                | 35             | 29             |                   |                |        |
| переклади з української                        |                | 21             | 7              |                   |                |        |

## Фіналісти та переможці конкурсів
|                                                                                     | Перший конкурс                                                                                   | Другий конкурс                                                                           | Третій конкурс                                                                         | Четвертий конкурс | П'ятий конкурс |
| ----------------------------------------------------------------------------------- | ------------------------------------------------------------------------------------------------ | ---------------------------------------------------------------------------------------- | -------------------------------------------------------------------------------------- | --- | --- |
| Номінація «Проза про Крим українською мовою»                                        | Сергій Аркуша «Таврійська рапсодія»                                                              | Джан Гуль «Очі кіліма / Kilim közleri»                                                   | Ірина Звонок «Місячне сяйво на морській воді»                                          | Юлія Ілюха «Трамонтана» | Джан Гуль «Dağ çayı. Гірський чай» |
| Номінація «Проза про Крим українською мовою»                                        | Юлія Ємець-Доброносова «Вітер по краю повік»                                                     | Осман Аріфмеметов «Моя депортація (написано в СІЗО)»                                     | Стана Корунна «Зачарована смуга»                                                       | Ігор Даровський «Відрядження до вісімдесят другого» | Костянтин Мельников «Яся» |
| Номінація «Проза про Крим українською мовою»                                        | Аліна Яковлєва «Дивачки з Інститутської»                                                         | Наталія Смирнова «Сагдіє означає “щаслива”»                                              | Ельвіра Озкан «Хмари»                                                                  | Наріман Джелял «Коли прийшли по мене» | Світлана Тараторіна «Історія однієї дитини»                                                                                             |
| Номінація «Проза про Крим українською мовою»                                        | Сергій Рафальський «Острів», «Час»                                                               |                                                                                          | Олександра Очман «Втрачений»                                                           | Олена Макарчук «Крим. 1921» | Віктор Шепелєв «Історія космічної програми Криму, яку моя донька записала зі слів смугастого кота»                                      |
| Номінація «Проза про Крим українською мовою»                                        | Світлана Тараторіна «Дім у степу»                                                                |                                                                                          | Анастасія Якименко «Янголи Мар’ям-дере»                                                | Лейля Рустем кизи Бекірова «Сни Сагідє» | Qoqlam «Чи сліпить море очі?» |
| Номінація «Поезія про Крим українською мовою»                                       | В’ячеслав Гук добірка віршів                                                                     | Сергій Синоптик добірка віршів                                                           | Олег Коцарев «Намисто бризок Аузун-Узень»                                              | Валерія Сєргєєва «Відмикаєш вертеп із Сокиринців» та інші вірші | Ада Єлагіна, добірка віршів «дай мені не прийти»                                                                                        |
| Номінація «Поезія про Крим українською мовою»                                       | Антон Полунін «Merry Days»                                                                       | Юлія Ємець-Доброносова «Зелена брама"                                                    | Ігор Мітров добірка віршів «Кроком руш»                                                | Катерина Бойко «Друге пришестя серпня» | Сеярє Кокчє «Зниклим в Криму» |
| Номінація «Поезія про Крим українською мовою»                                       | Ілона Червоткіна Цикл «На обриві секунд»                                                         | Анна Карач «Дівчинка-більше-ні-з-ким»                                                    | Марина Пономаренко «Сіль»                                                              | Сашко Кульчицький «Драма в глобальний вибір» | Юрій Ліщук «Еv (дім)» |
| Номінація «Поезія про Крим українською мовою»                                       | Ганна Яновська «Татарські квартали»                                                              | Анна Комар «Острів»                                                                      | Вадим Сірук «Палаючі серця»                                                            | Ігор Мітров добірка віршів «Джерело ангела» | Євгенія Ялуніна «Бліндаж» |
| Номінація «Поезія про Крим українською мовою»                                       | Олександр М’ясищев «Життя в сірій зоні»                                                          |                                                                                          |                                                                                        | Микита Рижих «Чайкою» | Тарас Яресько «У пошуках Qr-ноти» |
| Номінація «Проза кримськотатарською мовою»                                          | Mustafa Amet «Köz zındannıň qara dıvarları»                                                      | Зера Бекирова «Джевиз тереги ве гулидан чечеги»                                          | Зекіє Ісмаілова «Иште, бу!»                                                            | Хатідже Велішаєва «Нурузан» | Mustafa Kiyik «Bosağada beklerken» |
| Номінація «Проза кримськотатарською мовою»                                          | Эльмаз Бахшыш «Паралы копюр къысмети»                                                            | Хатидже Сефершаева «Дуйгъуланмыш кидиюр»                                                 | Хатідже Велішаєва «Тюш»                                                                | Ділявер Зінедінов «Азырым» | Аліє Кендже-Алі «Эдемнинъ алтынджы джесарети»                                                                                           |
| Номінація «Проза кримськотатарською мовою»                                          | Ельмира Бекирова (Тильджан Сакъла) «Асрет»                                                       | Весиле Менусман «Буны арзу эте эдими?”                                                   | Сервер Мустафаєв «Земаневий Юсуф медресеси»                                            | Сервер Мустафаєв «Биз адымламакъта олгъан ёлумыз» | Муміне Салієва «Эсирликте сербест олгъанлар»                                                                                            |
| Номінація «Проза кримськотатарською мовою»                                          | Хатидже Велишаева «Къаранлыкънынъ ярыгъы»                                                        | Enver Aykol «Qarangı»                                                                    |                                                                                        | | |
| Номінація «Проза кримськотатарською мовою»                                          | Зекие Исмаилова «Айдын козьлю адилем»                                                            |                                                                                          |                                                                                        | | |
| Номінація «Поезія кримськотатарською мовою»                                         | Maye Safet добірка віршів                                                                        | Сейран Ибраим добірка віршів                                                             | Зульбіє Саттарова добірка віршів                                                       | Cєїт-Яг̛ я Казаков «Menim altın beşigim» | Muhtar Muhtarov «Tınçlıq yoq» |
| Номінація «Поезія кримськотатарською мовою»                                         | Азиз Вели добірка віршів                                                                         | Майе Сафет добірка віршів                                                                | Сейран Ібраім «Къырым инджири»                                                         | Асан Ахтем «Бу не къадар агъыр, аджы, аджы агъры» | Ділявер Зінедінов «Шиириет» |
| Номінація «Поезія кримськотатарською мовою»                                         | Сеяре Кокче добірка віршів                                                                       | Селиме Семедляева добірка віршів                                                         | Аліє Кендже-Алі «Сандыкъ-къая»                                                         | Володимир Книр «Qırımtatar ekilikler» | Аліє Кендже-Алі «Юзюм», добірка віршів                                                                                                  |
| Номінація «Поезія кримськотатарською мовою»                                         | Аліє Кендже-Алі добірка віршів                                                                   | Алина Бондаренко «Ватангъа севги»                                                        | Вєсілє Мєнусман добірка віршів                                                         | Зульбіє Саттарова добірка віршів | Сеярє Кокчє «Унутасынъ, яхут энди унуттынъ…»                                                                                            |
| Номінація «Поезія кримськотатарською мовою»                                         | Рустем Джеліл «Юртдашларым сучлу олды…»                                                          | Весиле Менусман добірка віршів                                                           |                                                                                        | | |
| Номінація «Поезія кримськотатарською мовою»                                         | Алие Кендже-Али добірка віршів                                                                   |                                                                                          |                                                                                        | | |
| Номінація «Поезія кримськотатарською мовою»                                         | Сеяре Кокче добірка віршів                                                                       |                                                                                          |                                                                                        | | |
| Номінація «Поезія кримськотатарською мовою»                                         | Сервер Мустафаев «Альхамдулиллях, мусульманмыз...»                                               |                                                                                          |                                                                                        | | |
| Номінація «Жіночий погляд»                                                          | Євгенія Світоч «Про що розповіли листи Насими»                                                   |                                                                                          |                                                                                        | | |
| Номінація «Жіночий погляд»                                                          | Єва Райська «Гіффат у золотій фесці»                                                             |                                                                                          |                                                                                        | | |
| Номінація «Жіночий погляд»                                                          | Роксолана Жаркова «Коли ти спитаєш…»                                                             |                                                                                          |                                                                                        | | |
| Номінація «Переклад художнього тексту з української на кримськотатарську і навпаки» | Сеяре Кокче переклад вірша Сергія Жадана «Як ми будували свої доми?»                             |                                                                                          |                                                                                        | | |
| Номінація «Переклад художнього тексту з української на кримськотатарську і навпаки» | Сеяре Кокче переклад вірша Галини Крук «Живиця»                                                  |                                                                                          |                                                                                        | | |
| Номінація «Переклад художнього тексту з української на кримськотатарську і навпаки» | Сеяре Кокче переклад вірша Маріанни Кіяновської «Мій невидимий дім наднебесний - одна із утопій» |                                                                                          |                                                                                        | | |
| Номінація «Переклад художнього тексту з української на кримськотатарську і навпаки» | Ельмаз Бахшиш переклад віршів Олесі Мамчич                                                       |                                                                                          |                                                                                        | | |
| Номінація «Переклад художнього тексту з української на кримськотатарську і навпаки» | Галина Литовченко переклад віршів Майє Сафет                                                     |                                                                                          |                                                                                        | | |
| Номінація «Переклад художнього тексту з української на кримськотатарську і навпаки» | Майє Сафет переклад віршів Мар’яни Савки                                                         |                                                                                          |                                                                                        | | |
| Номінація «Переклад художнього тексту з української на кримськотатарську і навпаки» | Майє Сафет переклад вірша Володимира Бєглова «Спати під різними ковдрами, проте неодмінно разом» |                                                                                          |                                                                                        | | |
| Номінація «Переклад художнього тексту з української на кримськотатарську і навпаки» | Майє Сафет, переклад віршів Галини Крук                                                          |                                                                                          |                                                                                        | | |
| Номінація «Переклад художнього тексту з української на кримськотатарську і навпаки» | Віктор Качула переклад оповідання Рустема Муедіна «Асанчыкъ ве Къашкъачыкъ»                      |                                                                                          |                                                                                        | | |
| Номінація «Переклад художнього тексту з української на кримськотатарську і навпаки» | Шемсіє Саті переклад уривку з роману Марії Матіос «Армагедон уже відбувся»                       |                                                                                          |                                                                                        | | |
| Номінація «Переклад художнього тексту з української на кримськотатарську»           |                                                                                                  | Сеяре Кокче переклад віршів Сергія Жадана та Маріанни Кіяновської                        | Тимур Куртумеров, Мамурє Чабанова переклад твору Олександра Довженка «Україна в огні»; | Айше Джемілєва, переклад Григора Тютюнника «Оддавали Катрю» («Катрянынъ тою»)                                                                                             | Лейлек, Мамуре Чабанова, переклад твору Богдана Лепкого «З-під Полтави до Бендер»                                                       |
| Номінація «Переклад художнього тексту з української на кримськотатарську»           |                                                                                                  | Ельзара Абдураманова переклад текстів Дари Корній                                        | Айше Джемілєва переклад твору Наталії Смирнової «Сагдіє означає «щаслива»              | Ельнара Батирова, переклад вірша Михайла Старицького, що став піснею на музику Миколи Лисенка, «Ніч яка місячна, ясная, зоряна…» («Не де айдын ве ярыкъ йылдызлы гедже…») | Сеярє Кокчє, переклад твору Ліни Костенко «Крила» («Къанатлар»)                                                                         |
| Номінація «Переклад художнього тексту з української на кримськотатарську»           |                                                                                                  | Ельмаз Бахшиш переклад віршів Інеси Доленник                                             | Мухтар Мухтаров переклад балади Тараса Шевченка «Тополя»                               | Ґульнара Джемілєва, переклад Василя Симоненка «Чекання» («Beklev»). | Muhtar Muhtarov, переклад твору Івана Франка «Каменярі" («Taşçılar»)                                                                    |
| Номінація «Переклад художнього тексту з української на кримськотатарську»           | Майє Сафет переклад віршів Юрія Іздрика, Сергія Жадана, Юлії Баткіліної                          |                                                                                          |                                                                                        | | |
| Номінація «Переклад художнього тексту з української на кримськотатарську»           | Аліє Кендже-Алі переклад віршів Юрія Іздрика та Олесі Мамчич                                     |                                                                                          |                                                                                        | | |
| Номінація «Переклад художнього тексту з української на кримськотатарську»           | Тимур Куртумеров, Мамурє Чабанова переклад уривка з роману Сергія Жадана «Ворошиловград»         |                                                                                          |                                                                                        | | |
| Номінація «Переклад художнього твору з кримськотатарської на українську»            |                                                                                                  | В’ячеслав Левицький переклад віршів Сеяре Кокче, Майє Сафет, Таїра Керіма, Ельмаз Бахшиш | Інеса Доленник переклад текстів Сєярє Кокче, Таіра Халілова та Ельмаз Бахшиш           | Інеса Доленник, переклад Аліє Кендже-Алі «Сандыкъ къая» («Сандик-кая») | Мустафа Османов, переклад твору Османа Османова «Зынджырлы медресенинъ сонъки баш мудерриси» («Останній баш-мудеріс Зинджирли медресе») |
| Номінація «Переклад художнього твору з кримськотатарської на українську»            |                                                                                                  | Інеса Доленник переклад віршів Ельмаз Бахшиш                                             | Валерій Демиденко переклад поезії Шер’яна Алі та Емінє Усеін                           | Марина Гаврюшина, переклад Ашика Умера «Кель, дильберим, къан эйлеме…» («Запали скоріш, серде́нько, мою кров…»)                                                            | Інеса Доленник, переклади поетичних творів Майє Сафет та Сейрана Ібрагімова                                                             |
| Номінація «Переклад художнього твору з кримськотатарської на українську»            |                                                                                                  | Ластівка Польова переклад вірша Уріє Орталан (Кадирової) «Эсер еллер гонъюлимде»         | Тимур Куртумеров, Емінє Османова переклад п’єси Умера Іпчі «Фахише»                    | | Tamila Bekmambet, переклад твору Юсуфа Болата «Nikâh qıyılmadı» («Шлюб не відбувся»)                                                    |
| Номінація «Дитяча література про Крим»                                              |                                                                                                  | Алиме Куркчи добірка текстів                                                             | Лілія Муратова «Эмине, Мизёзя ве Ментарай»                                             | Діляра Ібрагімова, Сусанна Джемілєва «Къашыкъкойлю Париж къызлары я да Парижни корьмек ве…»                                                                               | Аліє Кендже-Алі, добірка віршів |
| Номінація «Дитяча література про Крим»                                              |                                                                                                  | Эльмаз Бахшыш «Кичкене къырмыскъачыкънынъ дубарасы»                                      | Зоряна Лісевич добірка віршів                                                          | Лілія Муратова «Лейлек» | Ольга Денисенко, добірка віршів |
| Номінація «Дитяча література про Крим»                                              |                                                                                                  | Лилия Муратова «Шахзаде Сабах»                                                           | Зульбіє Саттарова добірка віршів                                                       | Зульбіє Саттарова, вірші | Зоряна Лісевич, добірка віршів |
| Номінація «Дитяча література про Крим»                                              |                                                                                                  | Эльвира Эмир-Али «Айнени»                                                                |                                                                                        | | Resimci Osman «Ярамазлар» |
| Номінація «Дитяча література про Крим»                                              | Зульбие Саттарова добірка віршів                                                                 |                                                                                          |                                                                                        | | |
| Есеїстика про Крим                                                                  |                                                                                                  |                                                                                          |                                                                                        | | Ділявер Зінедінов «Къырым, ве Къырымнынъ энъ аджайип адамларнынъ бириси акъкъында»                                                      |
| Есеїстика про Крим                                                                  |                                                                                                  |                                                                                          |                                                                                        | Анастасія Бабаш «Естонська кримчанка» | |
| Есеїстика про Крим                                                                  |                                                                                                  |                                                                                          |                                                                                        | Кирило Поліщук «Мене охрестили на автовокзалі» | |
| Есеїстика про Крим                                                                  |                                                                                                  |                                                                                          |                                                                                        | Христина Семерин «Геопоетична деокупація Криму» | |
| Есеїстика про Крим                                                                  |                                                                                                  |                                                                                          |                                                                                        | Mieste Hotopp-Riecke «Maymun & Hançer / Ötmek & Hasret» | |
| Відзнаки                                                                            |                                                                                                  |                                                                                          |                                                                                        | | |
| Спеціальна номінація «Слова свободи»                                                |                                                                                                  | Осман Аріфмеметов                                                                        | Сервер Мустафаєв                                                                       | Наріман Джелял | Муміне Салієва |
| Спеціальна номінація «Слова свободи»                                                |                                                                                                  | Сервер Мустафаєв                                                                         | Вадим Сірук                                                                            | Сервер Мустафаєв | |
| Спеціальна номінація «Слова свободи»                                                |                                                                                                  |                                                                                          | Асан Ахтем                                                                             | | |
| Спеціальна нагорода «За внесок у розвиток кримськотатарської літератури»            | Таїр Халілов                                                                                     | Шукрі Аппаз                                                                              | Уріє Едемова                                                                           | Шерʼян Алі | Певат Зеті |

Курсивом виділені твори, що увійшли в антологію, але не пройшли у фінал конкурсу, жирним накресленням — переможці номінацій. Імена авторів і назви творів кримськотатарською мовою подані тією графічною системою, якою подані в збірках.

## Журі конкурсу
- Алім Алієв, журналіст, правозахисник, менеджер культурно-освітніх проектів, заступник генерального директора Українського інституту, член Українського ПЕН.
- Іван Андрусяк, письменник, перекладач, критик, автор 13-ти книжок для дорослих та 30-ти книжок для дітей, керівник дитячої редакції видавництва «Наш формат», головний редактор видавництва «Фонтан казок», член Українського ПЕН.
- Катерина Калитко, письменниця, перекладачка, авторка 9-ти поетичних і 2-х прозових книжок, лауреатка Шевченківської премії з літератури, премії «Книга року ВВС-2017», премії імені Джозефа Конрада та премії Women in Arts, членка Українського ПЕН.
- Андрій Курков, письменник, кіносценарист, автор понад 30-ти книжок для дорослих і дітей, понад 20-ти сценаріїв для кінофільмів, член Українського ПЕН.
- Анастасія Левкова, письменниця, редакторка, літературознавиця, літменеджерка, авторка 4 книжок, зокрема роману «За Перекопом є земля». В минулому — заступниця директора Українського інституту книги та артдиректорка мережі книгарень «Є». Членка Українського ПЕН.
- Бекір Мамутов, кандидат філологічних наук, доцент, головний редактор газети «Къырым», політичний колумніст, в минулому — завідувач кафедри кримськотатарської мови та літератури Кримського інженерно-педагогічного університету. Член Українського ПЕН
- Джемілє Сулейманова, літературознавиця, у минулому — викладачка кафедри кримськотатарської літератури Таврійського національного університету ім. В. І. Вернадського.
- Майє Сафет, поетка, перекладачка, літредакторка, авторка збірки «Ешиль кяинат» і текстів сучасних кримськотатарських пісень.

В попередні роки членами журі також були: 
- Шевкет Юнусов, кандидат філологічних наук, доцент, член Спілки письменників України, автор монографій і багатьох наукових статей з історії кримськотатарської літератури, редактор підручників для шкіл.

## Фестиваль «Кримський інжир»
Фестиваль «Кримський Інжир» є підсумком щорічного однойменного конкурсу, в рамках якого відбувається оголошення та нагородження переможців та фіналістів конкурсу. У програмі фестивалю презентації книг, дискусії, читання найкращих творів конкурсантів, публічні виступи відомих письменників і поетів, книжковий ярмарок та літературно-музичні перформанси. У 2018 році почесним гостем фестивалю стала Бідіша, британська письменниця, кінорежисерка, правозахисниця, телеведуча та журналістка. У 2019 році фестиваль розпочався з урочистої церемонії нагородження, яка відбулася в Будинку звукозапису Українського радіо. Нагороди переможці отримували з рук знакових особистостей — кримського режисера, донедавна політв'язня путінського режиму Олега Сенцова, відомого українського колумніста, публіциста і письменника Віталія Портнікова, ексвиконувачки обов'язків міністра охорони здоров'я України Уляни Супрун, головного редактора українського інформресурсу «Українська правда» Севгіль Мусаєвої, українського музичного продюсера Ігоря Кондратюка та інших відомих персон. В рамках відкриття фестивалю відбулася прем'єра концерту для фортепіано з оркестром Ансамблю класичної музики імені Бориса Лятошинського Національного будинку органної та камерної музики України (композитор Усеїн Бекіров, диригент Ігор Андрієвський, солістка Ольга Савайтан).
У церемоніях представлення й нагородження фіналістів та переможців конкурсу «Кримський інжир / Qırım inciri» у різний час брали участь інші відомі громадські та культурні діячі: Джамала, Мар’яна Савка, Ахтем Сеітаблаєв, Мирослав Маринович та ін.

## Додаткові факти про проєкт «Кримський інжир / Qırım inciri»
- В рамках першого та другого конкурсів в номінаціях перекладів приймались переклади сучасних творів (1991-2019) або їх уривків. З третього конкурсу це обмеження знято.
- За роки існування проєкт суттєво вплинув на кримськотатарсько-українські літературні зв’язки. З’явилися не лише численні твори українською мовою про Крим і кримськотатарською мовою, а й переклади як класики (окремі твори Григора Тютюнника, Олександра Довженка, Василя Симоненка, Тараса Шевченка перекладено кримськотатарською; окремі твори Шер’яна Алі, Умера Іпчі, Таїра Керіма, Рустема Муєдіна, Ашика Умера перекладено українською), так і сучасної літератури (окремі твори Юлії Баткіліної, Володимира Бєглова, Інеси Доленник, Сергія Жадана, Юрка Іздрика, Маріанни Кіяновської, Дари Корній, Галини Крук, Олесі Мамчич, Марії Матіос, Мар’яни Савки, Наталії Смирнової перекладено кримськотатарською; окремі твори Аліє Кендже-Алі, Ельмаз Бахшиш, Сєярє Кокче, Уріє Орталан (Кадирової), Майє Сафет, Емінє Усеїн, Таїра Халілова, Ельмаз Юнусової перекладені українською).
- Кримський інжир – конкурс, який залучає авторів із різних регіонів (за ці конкурси твори надсилали практично з усіх регіонів України, якщо говорити окремо про Крим – то з багатьох районів: Судацький, Керченський, Сімферопольський, Бахчисарайський, Севастостопольський і т.д.) і з багатьох країн (твори надходили з Болгарії, Італії, Туреччини, Німеччини, Грузії, Польщі, Фінляндії, Латвії, Сполученого Королівства, Казахстану).
- Завдяки конкурсу з’явились перекладачі, які до того не займалися перекладом із кримськотатарської на українську або навпаки, а Кримський інжир / Qırım inciri спонукав їх до цього.
- Конкурс розвинув жанр літератури з-за ґрат — із 2019 року на конкурс регулярно надходять тексти кримських політв’язнів, їх публікують в антологіях.[8]